# Kate King
Katelyn Elizabeth King (Mississauga, 3 dicembre 1991) è una modella canadese.

## Carriera
Inizia la carriera di modella a 17 anni, ma già tre anni prima era stata notata da uno scout, ma sua madre reputò fosse ancora troppo giovane. Oltre ad essere una delle modelle preferite di Dolce&Gabbana ha sfilato per stilisti come Louis Vuitton, Versace, Christian Dior, Burberry, Carolina Herrera, Moschino, Elisabetta Franchi, Elie Saab, Chloé, Trussardi e molti altri.
Dal 2014 al 2017 è stata testimonial del profumo Dolce digli stilisti Dolce&Gabbana, girando diversi spot televisivi, tra cui uno diretto da Giuseppe Tornatore e in cui divide la scena con Sophia Loren.

## Agenzie
- Fusion Models - New York
- Elite - Copenaghen
- Brave Model Management - Milano
- Marilyn Agency - Parigi
- Model Management - Amburgo
- Select Model Management - Londra
- Public Image Management - Montréal

## Campagne pubblicitarie
- Aldo (2023)
- Chloé P/E (2012)
- Dolce & Gabbana Dolce Fragrance (2014-2017)
- Dolce & Gabbana Jewelry (2013-2014)
- Dolce & Gabbana A/I (2011 e 2013) P/E (2013)
- Joe Fresh Summer (2021)
- Jonathan Saunders Resort (2012)
- Prada P/E (2012)
- Topshop A/I (2011)
- Tory Burch P/E (2012)